# Galerijní ulice
Galerijní ulice je ulice a také originální uliční galerie umění vystavující fotografie ve městě Jistebník v okrese Nový Jičín. Geograficky leží ulice v nížině Oderská brána (geomorfologický podcelek Moravské brány) a v Moravskoslezském kraji.

## Historie a popis
Galerijní ulice začala vznikat během léta roku 2013 a postupně se rozvíjela. Nejprve byla umístěna velkoformátová fotografie na starší vrata. Pak se umístění fotografií provedlo i na přilehlou kamennou zeď a to po její vnitřní i vnější straně. Dne 19. října 2013 proběhla vernisáž velkoformátových fotografií s názvem „Nejsme anonymní, jsme sousedé“ vystavených na většině domů, zdí a plotů Galerijní ulice. Součástí této akce bylo i slavnostní odhalení základního kamene Galerijní ulice. Postupně se galerie fotografií rozrůstá po sousedních domech, plotech a zdí celé ulice. Vystavovány jsou velkoformátové reprodukce současných a historických fotografii a to černobílých i barevných. Tématem fotografií jsou místní obyvatelé, známé české osobností kultury a sportu a také aktivity ulice. Konec Galerijní ulice je u domu č.p. 145 v „Galerií u foťáka“, kde bývají pořádány výstavy umění a jiné kulturní akce, např. výtvarná a sochařská sympózia aj. Ulice má délku cca 300 m a abstraktní sochu Břevno v oku Tvém.

## Další informace
Galeriejní ulice je jedinou ulicí Jistebníku, která má název. Je celoročně volně a bezbariérově přístupná. Souvislost s ní má také Galerijní rybník s instalací dřevěných soch.

## Galerie

Permanentní výstava fotografií
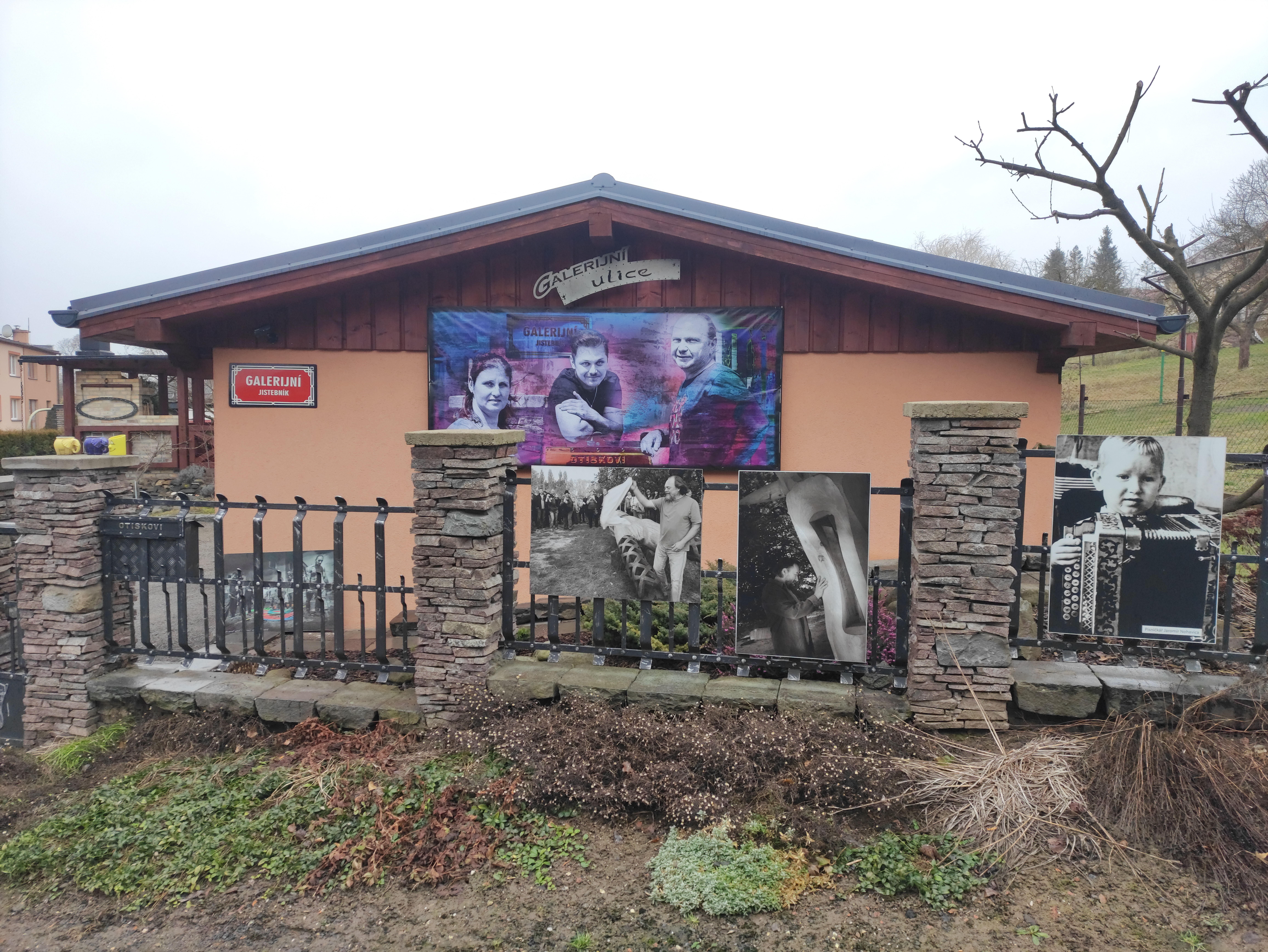
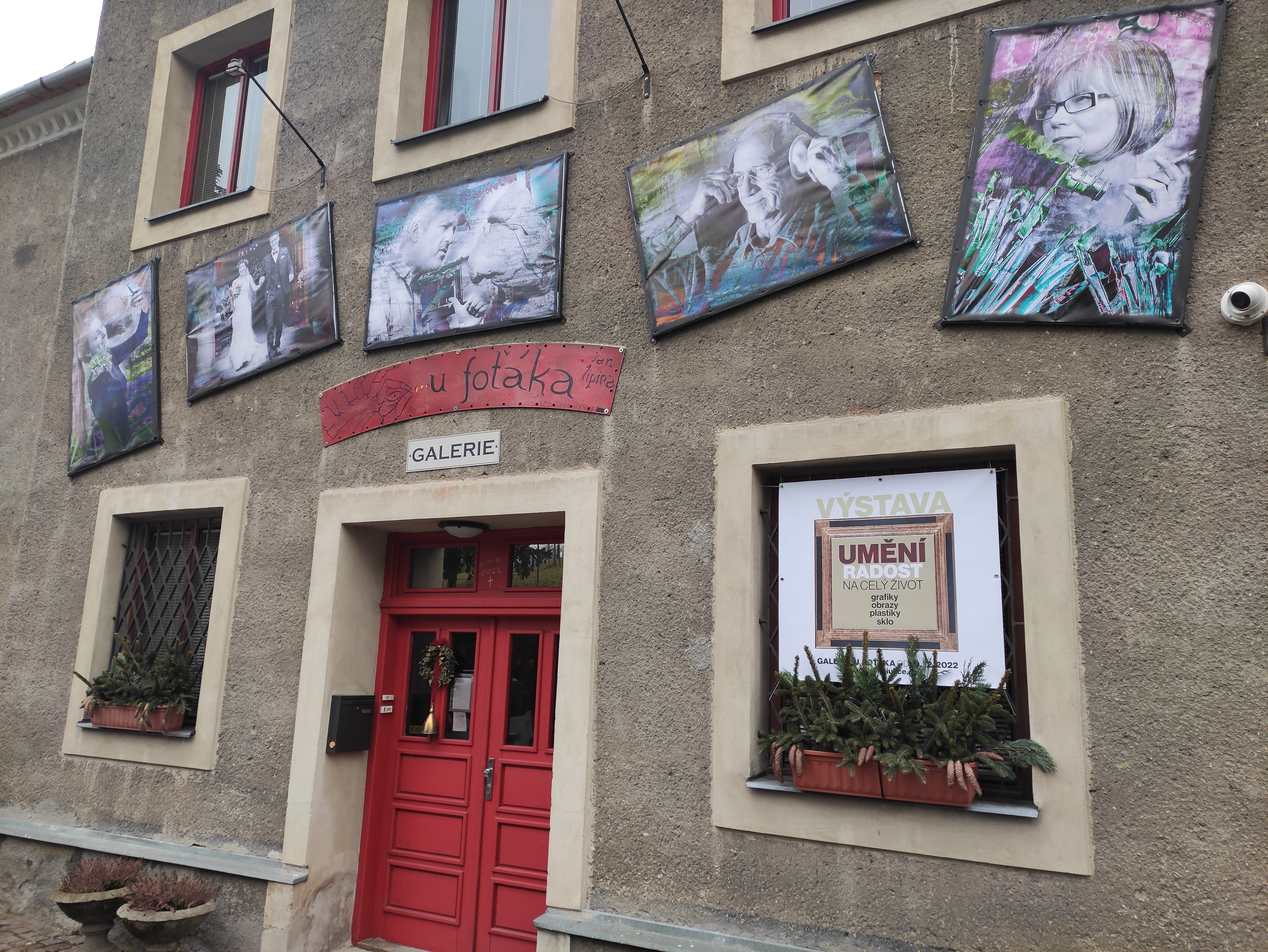
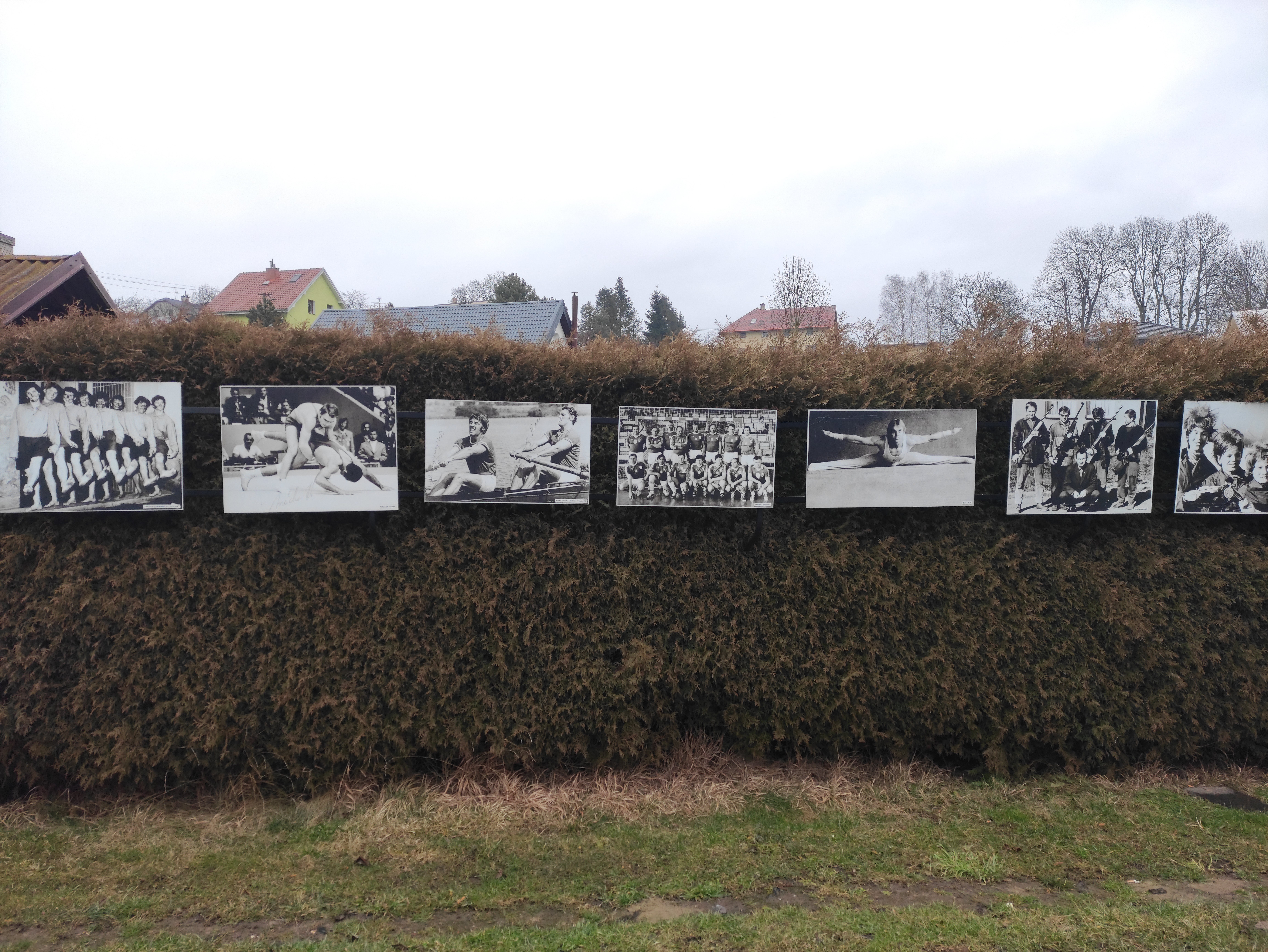
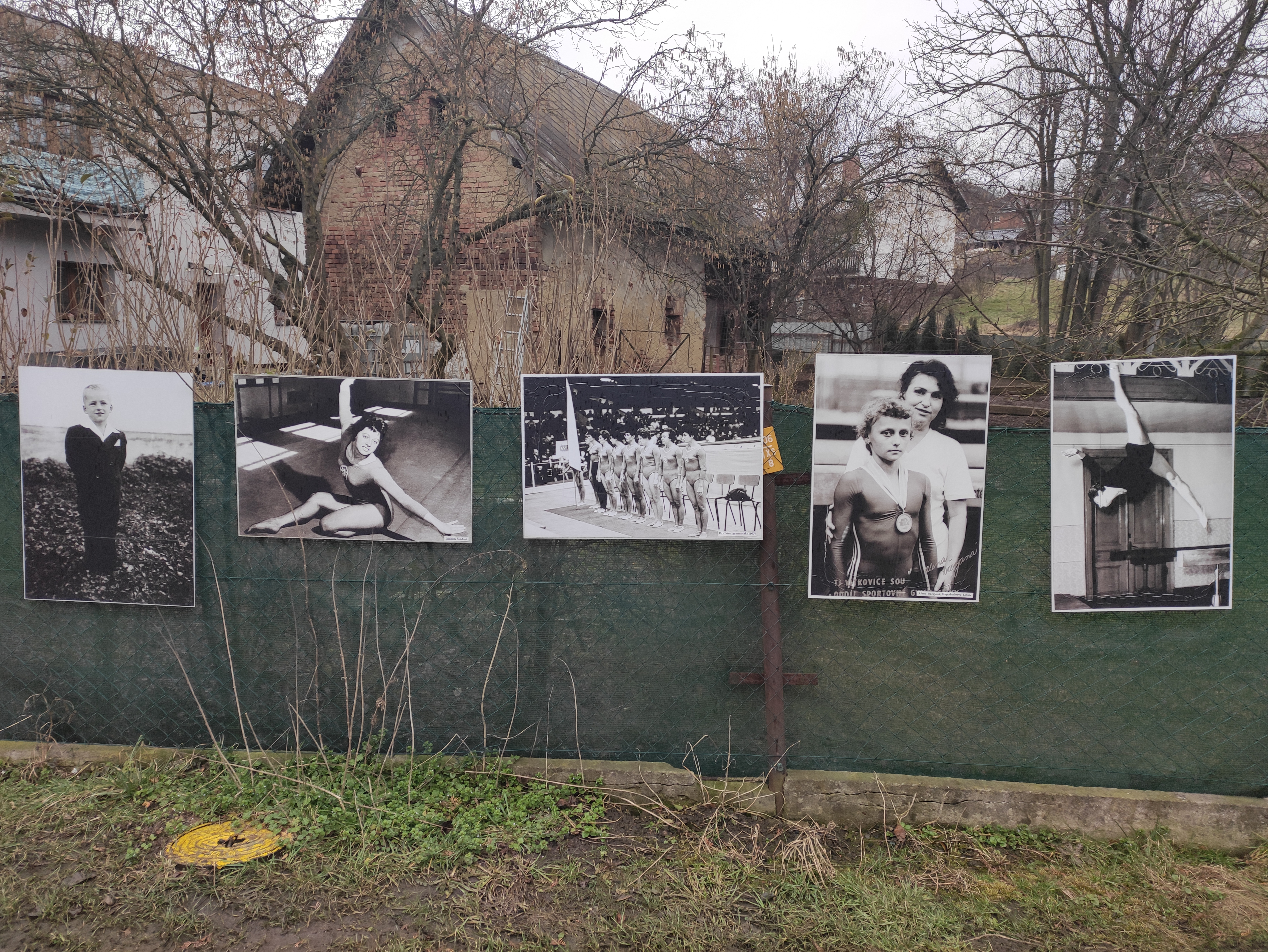
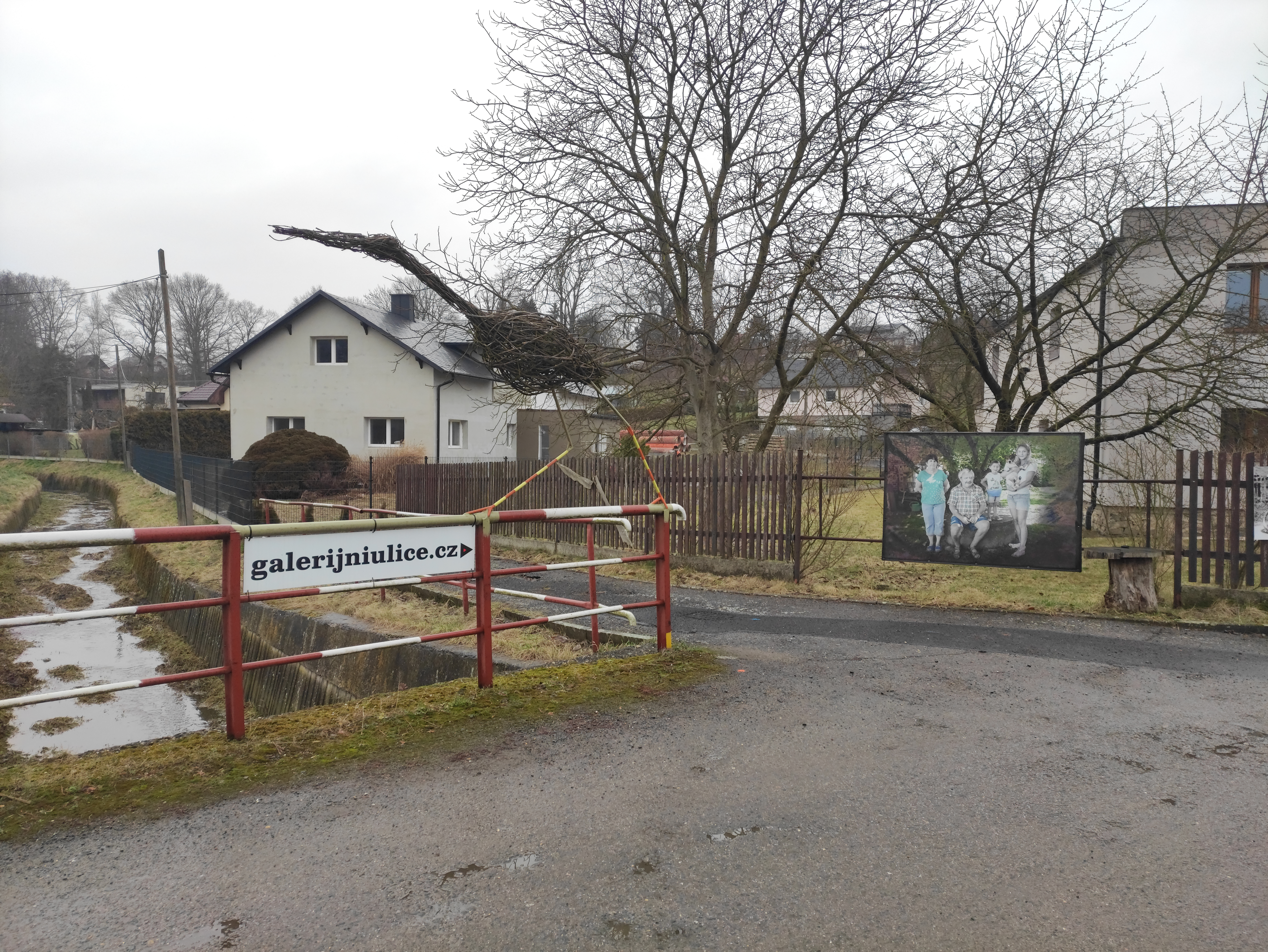
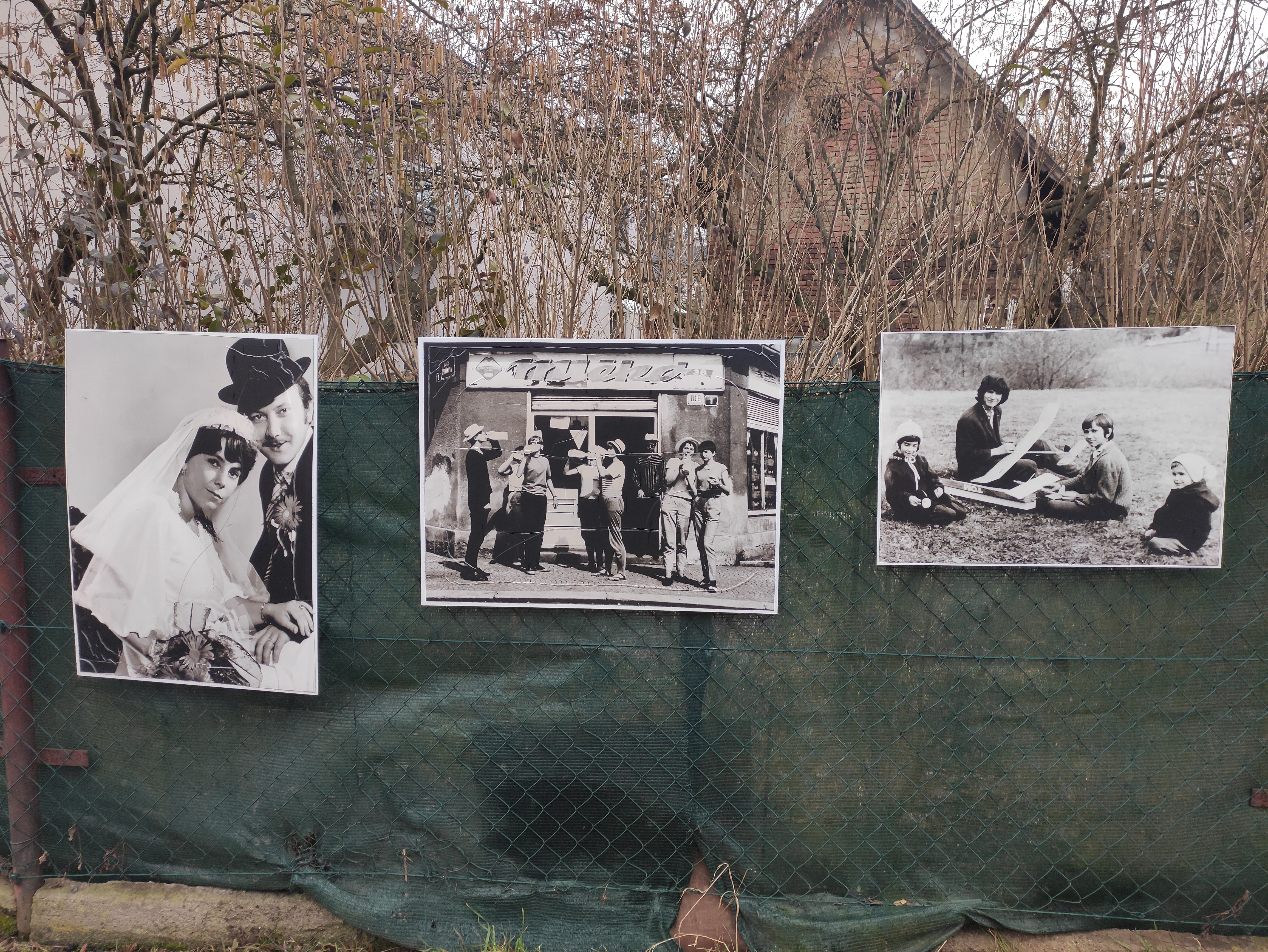